# Chevêchette du Colima
Glaucidium palmarum
Espèce
Statut de conservation UICN

 LC  : Préoccupation mineure
Répartition géographique
Statut CITES
La Chevêchette du Colima (Glaucidium palmarum) est une espèce d'oiseaux de la famille des Strigidae.

## Répartition
Cette espèce est endémique de l'Ouest du Mexique.